# 기타이오섬

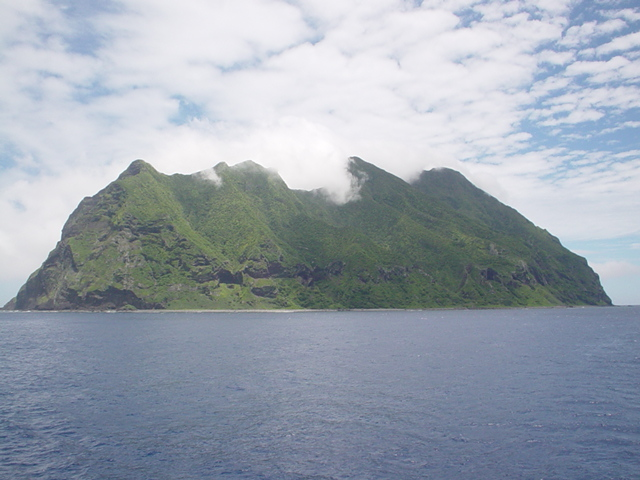
기타이오섬

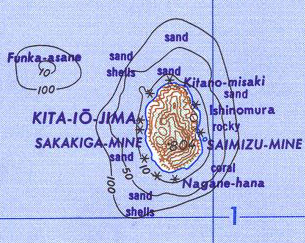
기타이오섬 지도

기타이오섬(北硫黄島)은 가잔 열도의 최북단에 위치한 화산섬이다. 이오섬에서 북쪽으로 80km, 도쿄에서 남쪽으로 1170km, 오가사와라 제도의 지치지마섬에서 남서쪽으로 207km 떨어져 있다.

## 지리
섬은 성층화산의 침식된 봉우리로 이루어져있다. 가장 높은 봉우리는 해발 792m의 사카기가봉(榊ヶ峰)이고 다른 봉우리로 해발 665m의 시미즈봉(清水峰)이 있다. 총 면적은 5.57km2이고 해안선의 길이는 8km이다. 오가사와라 지청의 일부인 무인도이다. 열대 우림 기후가 나타난다.

## 역사
섬에는 예전에 사람이 살았었다. 1889년에 이즈 제도로부터 사람들이 들어오기 시작해 섬 동쪽으로 이시노정, 서쪽으로 니시정의 두 개의 읍을 이루었다. 2차 세계대전이 시작될 무렵에 섬의 인구는 103명이었다. 전쟁 때 주민들은 모두 다른 곳으로 보내졌다.
1940년까지는 행정 구역 미지정 지역이었고 1940년에 도쿄도 오가사와라 지청의 이오지마촌에 속하게 되었다. 이후 미국의 통치를 받다가 1968년에 반환되면서 오가사와라촌에 속하게 되었다.